# La duquesa de Chicago
La duquesa de Chicago (título original en alemán, Die Herzogin von Chicago) es una opereta en dos actos, un prólogo y un epílogo, con música de Imre Kálmán Koppstein y libreto en alemán de Julius Brammer y Alfred Grünwald. Se estrenó en Viena en el Theater an der Wien, el 5 de abril de 1928 y tuvo 372 representaciones.  
Es una ópera poco representada en la actualidad; en las estadísticas de Operabase aparece con sólo 5  representaciones en el período 2005-2010.